# Brazilië op de Olympische Zomerspelen 2012
Brazilië nam deel aan de Olympische Zomerspelen 2012 in Londen, Verenigd Koninkrijk.

## Medailleoverzicht
| Sport            | Olympiër                          | Onderdeel               | Medaille |
| ---------------- | --------------------------------- | ----------------------- | -------- |
| Judo             | Sarah Menezes                     | -48 kg (v)              | Goud     |
| Gymnastiek       | Arthur Zanetti                    | Ringen                  | Goud     |
| Volleybal        | Olympisch team (v)                | zaal                    | Goud     |
|                  |                                   |                         |          |
| Voetbal          | Olympisch elftal                  | mannen                  | Zilver   |
| Volleyball       | Alison Cerutti Emanuel Rego       | Beachvolleybal mannen   | Zilver   |
| Zwemmen          | Thiago Pereira                    | 400m wisselslag (m)     | Zilver   |
| Boksen           | Esquiva Falcão Florentino         | -75kg (m)               | Zilver   |
| Volleybal        | team                              | Mannen                  | Zilver   |
|                  |                                   |                         |          |
| Boksen           | Érica Matos                       | vrouwen vlieggewicht    | Brons    |
| Boksen           | Yamaguchi Falcão                  | mannen halfzwaargewicht | Brons    |
| Judo             | Felipe Kitadai                    | -60 kg (m)              | Brons    |
| Judo             | Mayra Aguiar                      | -78 kg (v)              | Brons    |
| Judo             | Rafael Silva                      | +100 kg (m)             | Brons    |
| Moderne vijfkamp | Yane Marques                      | vrouwen                 | Brons    |
| Volleybal        | Juliana Felisberta Larissa França | Beachvolleybal vrouwen  | Brons    |
| Zwemmen          | César Cielo                       | 50m vrije slag (m)      | Brons    |
| Zeilen           | Robert Scheidt Bruno Prada        | Star                    | Brons    |

## Deelnemers en resultaten
(m) = mannen, (v) = vrouwen 

### Atletiek

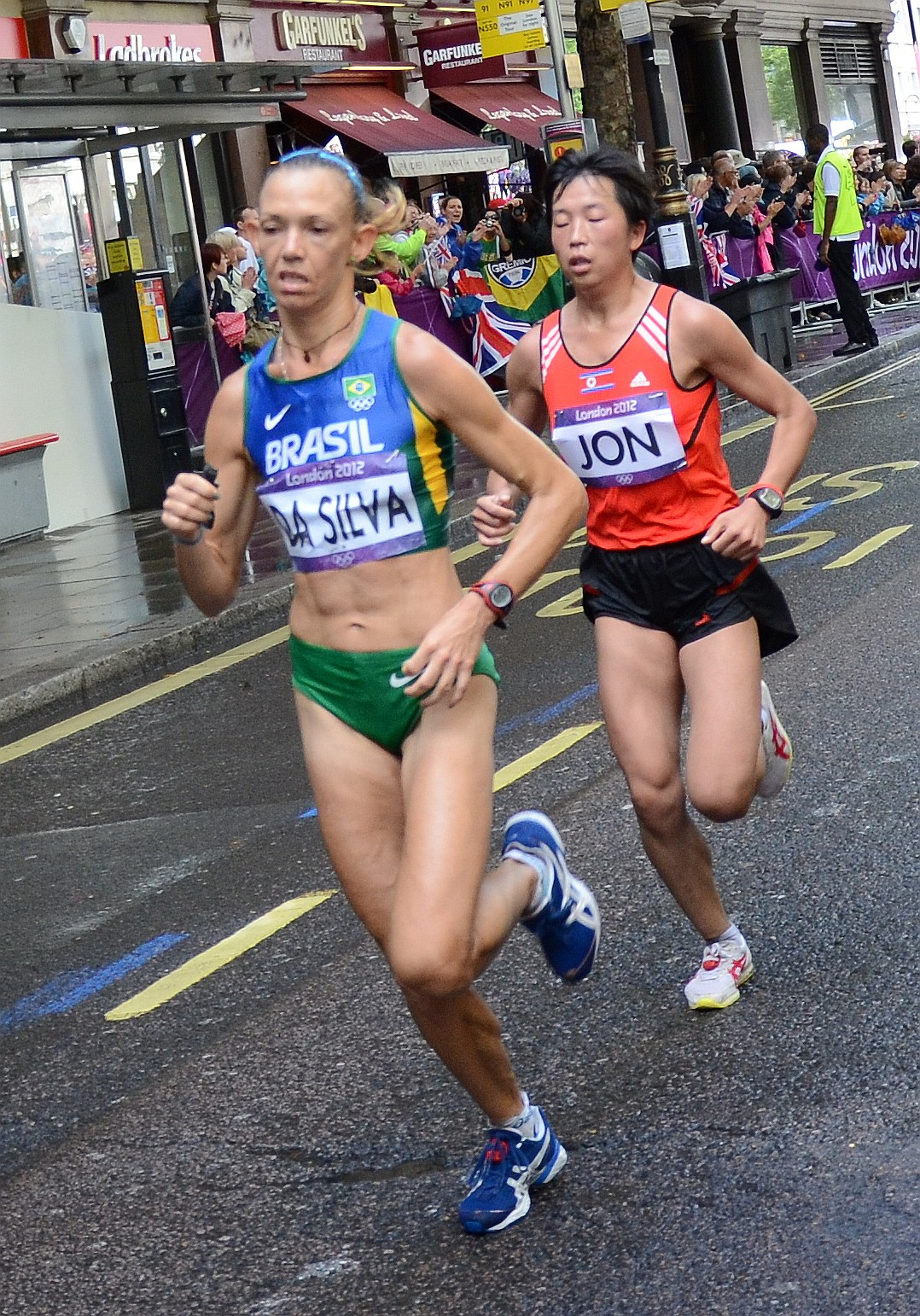
Da Silva (l) in de olympische marathon

Mannen
| Olympiër                                                                                             | Onderdeel                | Resultaat | Prestatie |
| --- | ------------------------ | --------- | --- |
| Nilson Andre                                                                                         | 100m (m)                 | 28e       | voorronde: vrij serie 2: 5e in 10,26 |
| Bruno de Barros                                                                                      | 200m (m)                 | 13e       | serie 4: 2e in 20,52 halve finale 1: 6e in 20,55 |
| Aldemir Gomes                                                                                        | 200m (m)                 | 16e       | serie 1: 2e in 20,53 halve finale 2: 5e in 20,63 |
| Sandro Viana                                                                                         | 200m (m)                 | 41e       | serie 6: 7e in 21,05 |
| Kléberson Davide                                                                                     | 800m (m)                 | DNS       | serie 7: niet gestart |
| Fabiano Peçanha                                                                                      | 800m (m)                 | 19e       | serie 1: 2e in 1.46,29 halve finale 1: 7e in 1.46,29 |
| Nilson André Bruno de Barros Carlos Roberto de Morais Aldemir Gomes José Carlos Moreira Sandro Viana | 4x100m (m)               | 10e       | serie 1: 4e in 38,35 |
| Franck Caldeira                                                                                      | marathon (m)             | 13e       | 2:13.35 |
| Paulo Roberto de Almeida Paula                                                                       | marathon (m)             | 8e        | 2:12.17 |
| Marílson dos Santos                                                                                  | marathon (m)             | 5e        | 2:11.10 |
| Ciao Bonfim                                                                                          | 20km snelwandelen (m)    | 39e       | 1:24.45 |
| Mauro Vinícius da Silva                                                                              | verspringen (m)          | 7e        | kwalificatie groep B: 1e met 8,11m finale: 7e met 8,01m |
| Jonathan Henrique Silva                                                                              | hink-stap-springen (m)   | 26e       | kwalificatie groep B: 14e met 15,59m |
| Guilherme Cobbo                                                                                      | hoogspringen (m)         | 16e       | kwalificatie groep B: 9e met 2,21m |
| Fábio Gomes da Silva                                                                                 | polsstokhoogspringen (m) | NM        | kwalificatie groep A: geen geldige sprong |
| Ronald Julião                                                                                        | discuswerpen (m)         | 41e       | kwalificatie groep B: 21e met 56,20m |
| Luiz Alberto de Araújo                                                                               | tienkamp (m)             | 19e       | 100m: 6e in 10,70 (929 punten) verspringen: 18e met 7,16m (852 punten) kogelstoten: 26e met 13,52m (699 punten) hoogspringen: 21e met 1,93m (740 punten) 400m: 5e in 48,25 (897 punten) 110m horden: 18e met 14,79m (875 punten) discuswerpen: 16e met 44,76m (762 punten) polsstokhoogspringen: 15e met 4,60m (790 punten) discuswerpen: 23e met 51,59m (612 punten) 1500m: 14e in 4.38,04 (693 punten) totaal: 7849 punten |
| |                          |           | |
| Rosângela Santos                                                                                     | 100m (v)                 | 12e       | voorronde: vrij serie 5: 2e in 11,07 halve finale 1: 3e in 11,17 |
| Ana Cláudia Lemos                                                                                    | 200m (v)                 | 33e       | serie 3: 5e in 23,40 |
| Evelyn dos Santos                                                                                    | 200m (v)                 | 15e       | serie 6: 4e in 23,07 halve finale 2: 7e in 22,82 |
| Geisa Coutinho                                                                                       | 400m                     | 32e       | serie 1: 5e in 53,43 |
| Joelma Sousa                                                                                         | 400m                     | 28e       | serie 6: 4e in 52,69 |
| Jailma de Lima                                                                                       | 400m horden (v)          | 29e       | serie 5: 8e in 57,05 |
| Tamiris de Liz Evelyn dos Santos Vanda Gomes Franciela Krasucki Ana Cláudia Lemos Rosângela Santos   | 4x100m (v)               | 7e        | serie 1: 4e in 42,55 finale: 7e in 42,91 |
| Geisa Coutinho Jailma de Lima Aline dos Santos Joelma Sousa Lucimar Teodoro                          | 4x400m (v)               | 15e       | serie 2: 7e in 3.32,95 |
| Adriana Aparecida da Silva                                                                           | marathon (v)             | 47e       | 2:33.15 |
| Maurren Maggi                                                                                        | verspringen (v)          | 15e       | kwalificatie groep B: 7e met 6,37m |
| Keila Costa                                                                                          | hink-stap-springen (v)   | 20e       | kwalificatie groep B: 11e met 13,84m |
| Fabiana Murer                                                                                        | polsstokhoogspringen (v) | 14e       | kwalificatie groep B: 7e met 4,50m |
| Geisa Arcanjo                                                                                        | kogelstoten (v)          | 7e        | kwalificatie groep B: 7e met 18,47m finale: 7e met 19,02m |
| Andressa de Morais                                                                                   | discuswerpen (v)         | 16e       | kwalificatie groep B: 9e met 60,94m |
| Laila Ferrer                                                                                         | Speerwerpen              | 21e       | kwalificatie groep A: 10e met 58,39m |

### Basketbal

#### Mannen
| Olympiër | Onderdeel | Resultaat | Prestatie |
| --- | --------- | --------- | --- |
| Alex Garcia Anderson Varejão Caio Torres Guilherme Giovannoni Larry Taylor Leandro Barbosa Marcelo Machado Marcelo Huertas Marcus Vinícius de Souza Maybyner Rodney Hilário Raul Togni Filho Tiago Splitter | mannen    | 5e        | groep B: 2e W van Australië: 75-71 W van Groot-Brittannië: 67-62 V van Rusland: 74-75 W van China: 98-59 W van Spanje: 88-82 kwartfinale: V van Argentinië: 77-82 |

| Groep A |                  |             |             |             |        |        |        |        |
| #       | Land             | Wedstrijden | Wedstrijden | Wedstrijden | Punten | Punten | Punten | Punten |
| #       | Land             | G           | W           | V           | V      | T      | Saldo  | Punten |
| 1       | Rusland          | 5           | 4           | 1           | 400    | 359    | +41    | 9      |
| 2       | Brazilië         | 5           | 4           | 1           | 402    | 349    | +53    | 9      |
| 3       | Spanje           | 5           | 3           | 2           | 414    | 394    | +20    | 8      |
| 4       | Australië        | 5           | 3           | 2           | 410    | 373    | +37    | 8      |
| 5       | Groot-Brittannië | 5           | 1           | 4           | 380    | 405    | -25    | 6      |
| 6       | China            | 5           | 0           | 5           | 313    | 439    | -126   | 5      |

| Ronde       | Datum  | Plaats           | Land  | Score      | Land |
| ----------- | ------ | ---------------- | ----- | ---------- | ---- |
| Groepsfase  |        |                  |       |            |      |
| 29 juli     | Londen | Brazilië         | 75-71 | Australië  |      |
| 31 juli     | Londen | Groot-Brittannië | 62-67 | Brazilië   |      |
| 2 augustus  | Londen | Brazilië         | 74-75 | Rusland    |      |
| 4 augustus  | Londen | China            | 59-98 | Brazilië   |      |
| 6 augustus  | Londen | Spanje           | 82-88 | Brazilië   |      |
| Kwartfinale |        |                  |       |            |      |
| 2 augustus  | Londen | Brazilië         | 77-82 | Argentinië |      |

#### Vrouwen
| Olympiër | Onderdeel | Resultaat | Prestatie |
| --- | --------- | --------- | --- |
| Adriana Moisés Pinto Clarissa Santos Damiris Amaral Erika Desouza Franciele Nascimento Iziane Castro Marques Joice Rodrigues Karla da Costa Nádia Colhado Patrícia Ferreira Silvia Gustavo Tássia Carcavalli | vrouwen   | 9e        | groep B: 5e V van Frankrijk: 58-73 V van Rusland: 59-69 V van Australië: 61-67 V van Canada: 73-79 W van Groot-Brittannië: 78-66 |

| Groep B |                  |             |             |             |        |        |        |        |
| #       | Land             | Wedstrijden | Wedstrijden | Wedstrijden | Punten | Punten | Punten | Punten |
| #       | Land             | G           | W           | V           | V      | T      | Saldo  | Punten |
| 1       | Frankrijk        | 5           | 5           | 0           | 356    | 319    | +37    | 10     |
| 2       | Australië        | 5           | 4           | 1           | 353    | 322    | +31    | 9      |
| 3       | Rusland          | 5           | 3           | 2           | 314    | 308    | +6     | 8      |
| 4       | Canada           | 5           | 2           | 3           | 328    | 332    | -4     | 7      |
| 5       | Brazilië         | 5           | 1           | 4           | 329    | 354    | -35    | 6      |
| 6       | Groot-Brittannië | 5           | 0           | 5           | 327    | 372    | -45    | 5      |

| Ronde      | Datum  | Plaats           | Land  | Score     | Land |
| ---------- | ------ | ---------------- | ----- | --------- | ---- |
| Groepsfase |        |                  |       |           |      |
| 28 juli    | Londen | Brazilië         | 58-73 | Frankrijk |      |
| 30 juli    | Londen | Rusland          | 69-59 | Brazilië  |      |
| 1 augustus | Londen | Australië        | 67-61 | Brazilië  |      |
| 3 augustus | Londen | Brazilië         | 73-79 | Canada    |      |
| 5 augustus | Londen | Groot-Brittannië | 66-78 | Brazilië  |      |

### Boksen
| Olympiër         | Onderdeel | Resultaat | Prestatie |
| ---------------- | --------- | --------- | --- |
| Julião Neto      | -52kg (m) | 9e        | 1e ronde: W van PRK Chol: 12-8 2e ronde: V van PUR Cintron: 13-18                                                                                            |
| Robenílson Jesus | -56kg (m) | 5e        | 1e ronde: W van UZB Shayimov: 13-7 2e ronde: W van RUS Vodopyanov: 13-11 kwartfinale: V van CUB Alvarez: 11-16                                               |
| Robson Conceição | -60kg (m) | 17e       | 1e ronde: V van GBR Taylor: 9-13 |
| Éverton Lopes    | -64kg (m) | 9e        | 1e ronde: vrij 2e ronde: V van CUB Iglesias: 15-18 |
| Myke Carvalho    | -69kg (m) | 17e       | 1e ronde: V van USA Spence: 10-16 |
| Esquiva Falcão   | -75kg (m) | Zilver    | 1e ronde: vrij 2e ronde: W van AZE Migitinov: 24-11 kwartfinale: W van HUN Harcsa: 14-10 halve finale: W van GBR Ogogo: 16-9 finale: V van JPN Murata: 13-14 |
| Yamaguchi Falcão | -81kg (m) | Brons     | 1e ronde: W van IND Sangwan: 15-14 2e ronde: W van CHN Fanglong: 17-17 kwartfinale: W van CUB de la Cruz: 18-15 halve finale: V van RUS Mechontsjev: 11-23   |
|                  |           |           | |
| Érica Matos      | -51kg (v) | 9e        | 1e ronde: V van VEN Magliocco: 14-15 |
| Adriana Araújo   | -60kg (v) | Brons     | 1e ronde: W van KAZ Khassenova: 16-14 kwartfinale: W van MAR Oubtil: 16-12 halve finale: V van RUS Ochigava: 11-17                                           |
| Roseli Feitosa   | -75kg (v) | 9e        | 1e ronde: V van CHN Li: 14-19 |

### Boogschieten
| Olympiër      | Onderdeel       | Resultaat | Prestatie                                                                |
| ------------- | --------------- | --------- | ------------------------------------------------------------------------ |
| Daniel Xavier | individueel (m) | 33e       | plaatsingsronde: 51e met 653 punten 1e ronde: V van POL Dobrowolski: 3-7 |

### Gewichtheffen
| Olympiër            | Onderdeel  | Resultaat | Prestatie                                                     |
| ------------------- | ---------- | --------- | ------------------------------------------------------------- |
| Fernando Reis       | +105kg (m) | 12e       | trekken: 14e met 180 kg stoten: 12e met 220 kg totaal: 400 kg |
|                     |            |           |                                                               |
| Jacqueline Ferreira | -75kg (v)  | 8e        | trekken: 8e met 102 kg stoten: 7e met 128 kg totaal: 230 kg   |

### Gymnastiek
| Olympiër                                                                       | Onderdeel                | Resultaat | Prestatie |
| Turnen                                                                         | Turnen                   | Turnen    | Turnen |
| ------------------------------------------------------------------------------ | ------------------------ | --------- | --- |
| Arthur Zanetti                                                                 | ringen (m)               | Goud      | kwalificatie: 4e met 15,616 punten finale: 1e met 15,900 punten |
| Diego Hypolito                                                                 | vloer (m)                | 59e       | kwalificatie: 59e met 13,766 punten |
| Sergió Sasaki                                                                  | individuele meerkamp (m) | 10e       | kwalificatie: 11e vloer: 23e met 14,533 punten paard met bogen: 17e met 14,033 punten ringen: 13e met 14,633 punten sprong: 3e met 16,200 punten brug met gelijke leggers: 8e met 15,200 punten rekstok: 17e met 14,533 punten totaal: 89,132 punten finale: 10e vloer: 17e met 14,233 punten paard met bogen: 7e met 14,366 punten ringen: 17e met 14,233 punten sprong: 5e met 16,100 punten brug met gelijke leggers: 9e met 14,833 punten rekstok: 10e met 14,833 punten totaal: 88,965 punten |
|                                                                                |                          |           | |
| Ethiene Franco                                                                 | individuele meerkamp (v) | 38e       | kwalificatie: 38e vloer: 34e met 13,166 punten sprong: 40e met 13,566 punten brug: 40e met 12,933 punten balk: 33e met 13,000 punten totaal: 52,665 punten |
| Daniele Hypólito                                                               | individuele meerkamp (v) | 37e       | kwalificatie: 37e vloer: 59e met 11,900 punten sprong: 33e met 13,766 punten brug: 41e met 12,900 punten balk: 15e met 14,166 punten totaal: 52,732 punten |
| Bruna Leal                                                                     | individuele meerkamp (v) | 36e       | kwalificatie: 36e vloer: 29e met 13,433 punten sprong: 26e met 14,066 punten brug: 47e met 12,566 punten balk: 36e met 12,800 punten totaal: 52,765 punten |
| Harumi de Freitas Bruna Leal Daiane dos Santos Daniele Hypólito Ethiene Franco | meerkamp team (v)        | 12e       | kwalificatie: 12e vloer: 10e met 40,765 punten sprong: 12e met 41,675 punten brug: 12e met 38,799 punten balk: 9e met 39,966 punten totaal: 161,295 punten |

### Handbal
| Olympiër | Onderdeel | Resultaat | Prestatie |
| --- | --------- | --------- | --- |
| Alexandra do Nascimento Ana Paula Chana Masson Daniela Piedade Deonise Fachinello Cavaleiro Eduarda Idalina Amorim Fabiana Diniz Fernanda da Silva Francine Cararo Jéssica Quintino Mayara de Moura Mayssa Pessoa Samira Rocha Silvia Pinheiro | vrouwen   | 6e        | groep A: 1e W van Kroatië: 24-23 W van Montenegro: 27-25 W van Groot-Brittannië: 30-17 V van Rusland: 27-31 W van Angola: 29-26 kwartfinale: V van Noorwegen: 19-21 |

| Groep A |                  |             |             |             |             |            |            |            |        |
| #       | Land             | Wedstrijden | Wedstrijden | Wedstrijden | Wedstrijden | Doelpunten | Doelpunten | Doelpunten | Punten |
| #       | Land             | G           | W           | G           | V           | V          | T          | Saldo      | Punten |
| 1       | Brazilië         | 5           | 4           | 0           | 1           | 137        | 122        | +15        | 8      |
| 2       | Kroatië          | 5           | 4           | 0           | 1           | 145        | 115        | +30        | 8      |
| 3       | Rusland          | 5           | 3           | 1           | 1           | 151        | 125        | +26        | 7      |
| 4       | Montenegro       | 5           | 2           | 1           | 2           | 137        | 123        | +14        | 5      |
| 5       | Angola           | 5           | 1           | 0           | 4           | 132        | 142        | -10        | 2      |
| 5       | Groot-Brittannië | 5           | 0           | 0           | 5           | 91         | 166        | -75        | 0      |

| Ronde       | Datum  | Plaats           | Land  | Score      | Land |
| ----------- | ------ | ---------------- | ----- | ---------- | ---- |
| Groepsfase  |        |                  |       |            |      |
| 28 juli     | Londen | Kroatië          | 23-24 | Brazilië   |      |
| 30 juli     | Londen | Brazilië         | 27-25 | Montenegro |      |
| 1 augustus  | Londen | Groot-Brittannië | 17-30 | Brazilië   |      |
| 3 augustus  | Londen | Rusland          | 31-27 | Brazilië   |      |
| 5 augustus  | Londen | Brazilië         | 29-26 | Angola     |      |
| Kwartfinale |        |                  |       |            |      |
| 7 augustus  | Londen | Brazilië         | 19-21 | Noorwegen  |      |

### Judo
| Olympiër              | Onderdeel  | Resultaat | Prestatie |
| --------------------- | ---------- | --------- | --- |
| Felipe Kitadai        | -60kg (m)  | Brons     | 1e ronde: vrij 2e ronde: W van MGL Tömörkhüleg: waza-ari 3e ronde: W van KSA Majrachi: waza-ari kwartfinale: V van UZB Sobirov: ippon herkansingen 1: W van KOR Choi: yuko bronzen finale: W van ITA Verde: yuko |
| Leandro Cunha         | -66kg (m)  | 17e       | 1e ronde: vrij 2e ronde: V van POL Zagrodnik: yuko |
| Bruno Mendonça        | -73kg (m)  | 9e        | 1e ronde: vrij 2e ronde: W van RWA Uwase: ippon 3e ronde: V van NED Elmont: yuko |
| Leandro Guilheiro     | -81kg (m)  | 7e        | 1e ronde: vrij 2e ronde: W van LAT Ovcinnikovs: yuko 3e ronde: W van MAR Attaf: ippon kwartfinale: V van USA Stevens: yuko herkansingen: V van JPN Nakai: yuko                                                   |
| Tiago Camilo          | -90kg (m)  | 5e        | 1e ronde: W van UKR Hontyuk: ippon 2e ronde: W van ITA Meloni: ippon kwartfinale: W van UZB Choriev: yuko halve finale: V van KOR Song: waza-ari bronzen finale: V van GRE Iliadis: yuko                         |
| Luciano Correa        | -100kg (m) | 9e        | 1e ronde: W van MLI Koné: ippon 2e ronde: V van NED Grol: waza-ari |
| Rafael Silva          | +100kg (m) | Brons     | 1e ronde: W van ISL Jonsson: ippon 2e ronde: W van LTU Paškevičius: ippon kwartfinale: V van RUS Mikhaylin: jury-beslissing herkansingen: W van HUN Bor: golden score bronzen finale: W van KOR Kim: yuko        |
|                       |            |           | |
| Sarah Menezes         | -48kg (v)  | Goud      | 1e ronde: W van VIE Ngoc Tu: yuko 2e ronde: W van FRA Payet: yuko kwartfinale: W van CHN Wu: yuko halve finale: W van BEL Van Snick: yuko finale: W van ROU Dumitru: waza-ari                                    |
| Erika Miranda         | -52kg (v)  | 9e        | 1e ronde: vrij 2e ronde: V van KOR Kim: ippon |
| Rafaela Silva         | -57kg (v)  | 9e        | 1e ronde: W van GER Roper: yuko 2e ronde: V van HUN Karakas: ippon |
| Mariana Silva         | -63kg (v)  | 17e       | 1e ronde: V van CHN Xu: ippon |
| Maria Portela         | -70kg (v)  | 17e       | 1e ronde: V van COL Alvear: ippon |
| Mayra Aguiar          | -78kg (v)  | Brons     | 1e ronde: vrij 2e ronde: W van TUN Mareghni: yuko kwartfinale: W van POL Pogorzelec: waza-ari halve finale: V van USA Harrison: ippon bronzen finale: W van NED Verkerk: ippon                                   |
| Maria Suelen Altheman | +78kg (v)  | 5e        | 1e ronde: W van FRA Mondière: waza-ari 2e ronde: W van TUN Cheikrouhou: ippon kwartfinale: V van JPN Sugimoto: ippon herkansingen: W van KAZ Issanova: waza-ari bronzen finale: V van CHN Tong: ippon            |

### Kanovaren
| Olympiër                      | Onderdeel     | Resultaat | Prestatie                                                                     |
| Slalom                        | Slalom        | Slalom    | Slalom                                                                        |
| ----------------------------- | ------------- | --------- | ----------------------------------------------------------------------------- |
| Ana Sátila                    | K-1 (v)       | 16e       | kwalificatie: 16e 1e ronde: 21e in 179,92 2e ronde: 13e in 110,83             |
| Vlakwater                     |               |           |                                                                               |
| Ronilson Oliveira             | C-1 200m (m)  | 12e       | serie 1: 5e in 42,216 halve finale 1: 5e in 42,560 finale B: 4e in 44,586     |
| Erlon Silva Ronílson Oliveira | C-1 1000m (m) | 10e       | serie 2: 2e in 3.41,014 halve finale: 4e in 3.42,101 finale B: 2e in 3.41,484 |

### Moderne vijfkamp
| Olympiër     | Onderdeel | Resultaat | Prestatie |
| ------------ | --------- | --------- | --- |
| Yane Marques | vrouwen   | Brons     | schermen: 6e met 21 overwinningen (904 punten) zwemmen: 6e in 2.12,39 (1212 punten) paardensport: 9e met 48 strafpunten (1152 punten) schietsport/atletiek: 12e in 12.12,08 (2072 punten) totaal: 5340 punten |

### Paardensport
| Olympiër | Onderdeel   | Resultaat | Prestatie |
| Dressuur | Dressuur    | Dressuur  | Dressuur |
| --- | ----------- | --------- | --- |
| Luiza Almeida                                                                                                   | individueel | 47e       | Grand Prix: 47e met 65,866% |
| Eventing |             |           | |
| Serguei Fofanoff                                                                                                | individueel | 73e       | dressuur: 73e met 72 strafpunten |
| Ruy Fonseca | individueel | 42e       | dressuur: 48e met 53,90 strafpunten crosscountry: 44e met 26,40 strafpunten springconcours: 45e met 12 strafpunten totaal: 92,30 strafpunten                                                                                          |
| Marcio Carvalho                                                                                                 | individueel | 46e       | dressuur: 58e met 58,50 strafpunten crosscountry: 51e met 42,80 strafpunten springconcours: 32e met 4 strafpunten totaal: 105,30 strafpunten                                                                                          |
| Marcelo Tosi | individueel | 44e       | dressuur: 57e met 58 strafpunten crosscountry: 45e met 29,60 strafpunten springconcours: 43e met 10 strafpunten totaal: 97,60 strafpunten                                                                                             |
| Marcelo Tosi Marcio Jorge Renan Guerreiro Ruy Fonseca Serguei Fofanoff                                          | team        | 9e        | dressuur: 13e met 170,40 strafpunten crosscountry: 10e met 98,80 strafpunten springconcours: 9e met 26 strafpunten totaal: 295,20 strafpunten                                                                                         |
| Springconcours                                                                                                  |             |           | |
| Rodrigo Pessoa                                                                                                  | individueel | 22e       | kwalificatie: 2e 1e ronde: 33e met 1 strafpunt 2e ronde: 19e met 4 strafpunten 3e ronde: 21e met 5 strafpunten totaal: 10 strafpunten finale: 1e ronde: 11e met 4 strafpunten 2e ronde: 22e met 13 strafpunten totaal: 17 strafpunten |
| Álvaro Affonso de Miranda Neto                                                                                  | individueel | 12e       | kwalificatie: 11e 1e ronde: 1e met 0 strafpunten 2e ronde: 1e met 0 strafpunten 3e ronde: 24e met 8 strafpunten totaal: 8 strafpunten finale: 1e ronde: 11de met 4 strafpunten 2e ronde: 13e met 5 strafpunten totaal: 9 strafpunten  |
| José Roberto Reynoso Filho                                                                                      | individueel | 45e       | kwalificatie: 45e 1e ronde: 1e met 0 strafpunten 2e ronde: 19e met 4 strafpunten 3e ronde: 45e met 46 strafpunten totaal: 50 strafpunten                                                                                              |
| Carlos Ribas | individueel | 72e       | kwalificatie: 1e ronde: 72e met 42 strafpunten |
| Rodrigo Pessoa Álvaro Affonso de Miranda Neto Luiz Francisco de Azevedo José Roberto Reynoso Filho Carlos Ribas | team        | 8e        | 1e ronde: 7e met 8 strafpunten 2e ronde: 8e met 59 strafpunten totaal: 67 strafpunten |

### Roeien
| Olympiër                        | Onderdeel              | Resultaat | Prestatie |
| ------------------------------- | ---------------------- | --------- | --- |
| Anderson Nocetti                | skiff (m)              | 19e       | serie 3: 4e in 7.03,78 herkansingen: 1e in 7.07,17 kwartfinale 2: 6e in 7.17,37 halve finale C: 5e in 7.54,18 finale D: 1e in 7.25,03 |
|                                 |                        |           | |
| Kissya Cataldo                  | skiff (v)              | 18e       | serie 1: 4e in 8.07,75 kwartfinale 4: 6e in 8.12,65 halve finale C: 2e in 8.01,64 finale C: niet gestart                              |
| Fabiana Beltrame Luana Bartholo | lichte dubbel-twee (v) | 13e       | serie 2: 6e in 7.34,37 herkansingen: 4e in 7.27,46 finale C: 1e in 7.41,43                                                            |

### Schermen
| Olympiër        | Onderdeel  | Resultaat | Prestatie                                                       |
| --------------- | ---------- | --------- | --------------------------------------------------------------- |
| Athos Schwantes | degen (m)  | 17e       | 1e ronde: V van NED Verwijlen: 10-15                            |
| Guilherme Toldo | floret (m) | 17e       | 1e ronde: W van MAR Ali: 15-6 2e ronde: V van USA Imboden: 5-15 |
| Renzo Agresta   | sabel (m)  | 17e       | 1e ronde: vrij 2e ronde: V van GER Wagner: 6-15                 |

### Schietsport
| Olympiër         | Onderdeel            | Resultaat | Prestatie                                            |
| ---------------- | -------------------- | --------- | ---------------------------------------------------- |
| Felipe Fuzaro    | dubbeltrap (m)       | 17e       | kwalificatie: 17e met 131 punten (44-44-43)          |
|                  |                      |           |                                                      |
| Anal Luiza Mello | 25m pistool (v)      | 39e       | kwalificatie: 39e met 560 punten (94-92-94-94-89-97) |
| Anal Luiza Mello | 10m luchtpistool (v) | 43e       | kwalificatie: 43e met 367 punten (91-95-90-91)       |

### Schoonspringen
| Olympiër       | Onderdeel     | Resultaat | Prestatie                                                            |
| -------------- | ------------- | --------- | -------------------------------------------------------------------- |
| César Castro   | 3m plank (m)  | 17e       | voorronde: 14e met 441,90 punten halve finale: 17e met 388,40 punten |
| Hugo Parisi    | 10m toren (m) | 30e       | voorronde: 30e met 363,70 punten                                     |
|                |               |           |                                                                      |
| Juliana Veloso | 3m plank (v)  | 28e       | voorronde: 28e met 241,15 punten                                     |

### Synchroonzwemmen
| Olympiër                      | Onderdeel | Resultaat | Prestatie |
| ----------------------------- | --------- | --------- | --- |
| Lara Teixeira Nayara Figueira | duet      | 13e       | kwalificatie: 13e technische routine: 12e met 87,100 punten vrije routine: 13e met 87,000 punten totaal: 174,100 punten |

### Taekwondo
| Olympiër          | Onderdeel | Resultaat | Prestatie |
| ----------------- | --------- | --------- | --- |
| Diogo Silva       | -68kg (m) | 5e        | 1e ronde: W van UZB Kim: 3-2 kwartfinale: W van JOR Abu-Libdeh: 7-5 halve finale: V van IRI Motamed: 5-5 bronzen finale: V van USA Jennings: 5-8 |
|                   |           |           | |
| Natália Falavigna | +67kg (v) | 9e        | 1e ronde: V van KOR Lee: 9-13 |

### Tafeltennis
| Olympiër                                   | Onderdeel     | Resultaat | Prestatie                                                       |
| ------------------------------------------ | ------------- | --------- | --------------------------------------------------------------- |
| Hugo Hoyama                                | enkelspel (m) | 49e       | voorronde: vrij 1e ronde: V van POL Zengyi: 3-4                 |
| Gustava Tsuboi                             | enkelspel (m) | 49e       | voorronde: vrij 1e ronde: V van IND Ghosh: 2-4                  |
| Hugo Hoyama Thiago Monteiro Gustavo Tsuboi | team (m)      | 9e        | 1e ronde: V van Hongkong: 0-3                                   |
|                                            |               |           |                                                                 |
| Caroline Kumahara                          | enkelspel (v) | 49e       | voorronde: W van DJI Farah: 4-0 1e ronde: V van GBR Parker: 0-4 |
| Lígia Silva                                | enkelspel (v) | 49e       | voorronde: W van VAN Lulu: 4-0 1e ronde: V van AUS Fang: 1-4    |
| Gui Lin Caroline Kumahara Lígia Silva      | team (v)      | 9e        | 1e ronde: V van Zuid-Korea: 0-3                                 |

### Tennis
| Olympiër                  | Onderdeel      | Resultaat | Prestatie |
| ------------------------- | -------------- | --------- | --- |
| Thomaz Bellucci           | enkelspel (m)  | 33e       | 1e ronde: V van FRA Tsonga: 7-6(5), 4-6, 4-6 |
| Thomaz Bellucci André Sá  | dubbelspel (m) | 17e       | 1e ronde: V van USA B Bryan/M Bryan: 6-7(5), 7-6(5), 3-6                                                                                         |
| Marcelo Melo Bruno Soares | dubbelspel (m) | 5e        | 1e ronde: W van USA Isner/Roddick: 6-2, 6-4 2e ronde: W van CZE Berdych/Štěpánek: 1-6, 6-4, 24-22 kwartfinale: V van FRA Llodra/Tsonga: 4-6, 2-6 |

### Triatlon
| Olympiër         | Onderdeel | Resultaat | Prestatie |
| ---------------- | --------- | --------- | --------- |
| Reinaldo Colucci | mannen    | 36e       | 1:50.59   |
| Diogo Sclebin    | mannen    | 44e       | 1:51.51   |
| Pâmella Oliveira | vrouwen   | 30e       | 2:04.02   |

### Voetbal

#### Mannen
| Olympiër | Onderdeel | Resultaat | Prestatie |
| --- | --------- | --------- | --- |
| Alex Sandro Alexandre Pato Bruno Uvini Danilo Gabriel Ganso Hulk Juan Jesus Leandro Damião Lucas Marcelo Neto Neymar Oscar Rafael Rômulo Sandro Thiago Silva | mannen    | Zilver    | groep C: 1e W van Egypte: 3-2 W van Wit-Rusland: 3-1 W van Nieuw-Zeeland: 3-0 kwartfinale: W van Honduras: 3-2 halve finale: W van Zuid-Korea: 3-0 finale: V van Mexico: 1-2 |

| Groep C |               |             |             |             |             |            |            |            |        |
| #       | Land          | Wedstrijden | Wedstrijden | Wedstrijden | Wedstrijden | Doelpunten | Doelpunten | Doelpunten | Punten |
| #       | Land          | G           | W           | G           | V           | V          | T          | Saldo      | Punten |
| 1       | Brazilië      | 3           | 3           | 0           | 0           | 9          | 3          | +6         | 9      |
| 2       | Egypte        | 3           | 1           | 1           | 1           | 6          | 5          | +1         | 4      |
| 3       | Wit-Rusland   | 3           | 1           | 0           | 2           | 3          | 6          | -3         | 3      |
| 4       | Nieuw-Zeeland | 3           | 0           | 1           | 2           | 1          | 5          | -4         | 1      |

| Ronde        | Datum      | Plaats     | Land | Score         | Land |
| ------------ | ---------- | ---------- | ---- | ------------- | ---- |
| Groepsfase   |            |            |      |               |      |
| 26 juli      | Cardiff    | Brazilië   | 3-2  | Egypte        |      |
| 29 juli      | Manchester | Brazilië   | 3-1  | Wit-Rusland   |      |
| 1 augustus   | Newcastle  | Brazilië   | 3-0  | Nieuw-Zeeland |      |
| Kwartfinale  |            |            |      |               |      |
| 4 augustus   | Newcastle  | Brazilië   | 3-2  | Honduras      |      |
| Halve finale |            |            |      |               |      |
| 7 augustus   | Manchester | Zuid-Korea | 0-3  | Brazilië      |      |
| Finale       |            |            |      |               |      |
| 11 augustus  | Londen     | Brazilië   | 1-2  | Mexico        |      |

#### Vrouwen
| Olympiër | Onderdeel | Resultaat   | Prestatie |
| --- | --------- | ----------- | --- |
| Aline Andréia Bárbara Bruna Cristiane Daiane Elaine Érika Ester Fabiana Formiga Francielle Grazielle Marta Maurine Renata Costa Rosana Thais Guedes | vrouwen   | Kwartfinale | groep A: 2e W van Kameroen: 5-0 W van Nieuw-Zeeland: 1-0 V van Groot-Brittannië: 0-1 kwartfinale: V van Japan: 0-2 |

| Groep A |                  |             |             |             |             |            |            |            |        |
| #       | Land             | Wedstrijden | Wedstrijden | Wedstrijden | Wedstrijden | Doelpunten | Doelpunten | Doelpunten | Punten |
| #       | Land             | G           | W           | G           | V           | V          | T          | Saldo      | Punten |
| 1       | Groot-Brittannië | 3           | 3           | 0           | 0           | 5          | 0          | +5         | 9      |
| 2       | Brazilië         | 3           | 2           | 0           | 1           | 6          | 1          | +5         | 6      |
| 3       | Nieuw-Zeeland    | 3           | 1           | 0           | 2           | 3          | 3          | 0          | 3      |
| 4       | Kameroen         | 3           | 0           | 0           | 3           | 1          | 11         | -10        | 0      |

| Ronde       | Datum   | Plaats           | Land | Score    | Land |
| ----------- | ------- | ---------------- | ---- | -------- | ---- |
| Groepsfase  |         |                  |      |          |      |
| 25 juli     | Cardiff | Kameroen         | 0-5  | Brazilië |      |
| 28 juli     | Cardiff | Nieuw-Zeeland    | 0-1  | Brazilië |      |
| 31 juli     | Londen  | Groot-Brittannië | 1-0  | Brazilië |      |
| Kwartfinale |         |                  |      |          |      |
| 3 augustus  | Cardiff | Brazilië         | 0-2  | Japan    |      |

### Volleybal

#### Beach
| Olympiër                          | Onderdeel | Resultaat | Prestatie |
| --------------------------------- | --------- | --------- | --- |
| Alison Cerutti Emanuel Rego       | beach (m) | Zilver    | groep A: 1e W van AUT Doppler/Horst: 2-1 (19-21, 21-17, 16-14) W van SUI Bellaguarda/Heuscher: 2-0 (21-17, 21-12) W van ITA Lupo/Nicolai: 2-0 (26-24, 21-18) 2e ronde: W van GER Erdmann/Matysik: 2-0 (21-16, 21-14) kwartfinale: W van POL Fijałek/Prudel: 2-1 (21-17, 16-21, 17-15) halve finale: W van LAT Pļaviņš/Šmēdiņš: 2-0 (21-15, 22-20) finale: V van GER Brink/Reckermann: 1-2 (21-23, 21-16, 14-16) |
| Pedro Cunha Ricardo Santos        | beach (m) | 5e        | groep F: 1e W van NOR Skarlund/Spinnangr: 2-0 (21-14, 21-18) W van GBR Thompson/Grotowski: 2-0 (21-17, 21-12) W van CAN Binstock/Reader: 2-0 (21-18, 24-22) 2e ronde: W van ESP Gavira/Herrera: 2-0 (21-18, 21-19) kwartfinale: V van GER Brink/Reckermann: 0-2 (15-21, 19-21) |
| Juliana Felisberta Larissa França | beach (v) | Brons     | groep A: 1e W van MRI Rigobert/Lo: 2-0 (21-5, 21-10) W van GER Holtwick/Semmler: 2-0 (21-18, 21-13) W van CZE Háječková/Klapalová: 2-0 (21-18, 24-22) 2e ronde: W van NED Meppelink/van Gestel: 2-0 (21-10, 21-17) kwartfinale: W van GER Goller/Ludwig: 2-0 (21-10, 21-19) halve finale: V van USA Kessy/Ross: 1-2 (21-15, 19-21, 12-15) bronzen finale: W van CHN Xue/Zhang: 2-1 (11-21, 21-19, 15-12)        |
| Maria Antonelli Talita Antunes    | beach (v) | 9e        | groep E: 1e W van NED Meppelink/van Gestel: 2-0 (21-10, 21-19) W van GER Goller/Ludwig: 2-1 (21-18, 29-31, 15-13) W van AUS Bawden/Palmer: 2-1 (18-21, 21-16, 15-9) 2e ronde: V van CZE Kolocová/Sluková: 1-2 (16-22, 22-20, 9-15) |

#### Indoor
| Olympiër | Onderdeel | Resultaat | Prestatie |
| --- | --------- | --------- | --- |
| Sérgio dos Santos Rodrigo Santana Lucas Saatkamp Ricardo García Dante Guimarães Amaral Bruno de Rezende Leandro Vissoto Gilberto Godoy Filho Murilo Endres Wallace de Souza Sidnei dos Santos Thiago Soares Alves | mannen    | Zilver    | groep B: 2e W van Tunesië: 3-0 (25-17, 25-21, 25-18) W van Rusland: 3-0 (25-21, 25-23, 25-21) V van Verenigde Staten: 1-3 (25-23, 25-27, 19-25, 17-25) W van Servië: 3-2 (22-25, 25-15, 20-25, 25-22, 15-9) W van Duitsland: 3-0 (25-21, 25-22, 25-19) kwartfinale: W van Argentinië: 3-0 (25-19, 25-17, 25-20) halve finale: W van Italië: 3-0 (25-21, 25-12, 25-21) finale: V van Rusland: 2-3 (25-19, 25-20, 27-29, 22-25, 9-15) |

| Groep B |                  |             |             |             |             |             |             |        |        |        |        |
| #       | Land             | Wedstrijden | Wedstrijden | Wedstrijden | Wedstrijden | Wedstrijden | Wedstrijden | Punten | Punten | Punten | Punten |
| #       | Land             | G           | W           | V           | SW          | SV          | SR          | SPW    | SPL    | Saldo  | Punten |
| 1       | Verenigde Staten | 5           | 4           | 1           | 14          | 4           | +10         | 427    | 370    | +57    | 13     |
| 2       | Brazilië         | 5           | 4           | 1           | 13          | 5           | +8          | 418    | 379    | +39    | 11     |
| 3       | Rusland          | 5           | 4           | 1           | 12          | 5           | +7          | 408    | 352    | +56    | 11     |
| 4       | Duitsland        | 5           | 2           | 3           | 6           | 11          | -5          | 379    | 388    | -9     | 5      |
| 5       | Servië           | 5           | 1           | 4           | 7           | 13          | -6          | 413    | 455    | -42    | 5      |
| 6       | Tunesië          | 5           | 0           | 5           | 1           | 15          | -14         | 294    | 395    | -101   | 0      |

| Ronde        | Datum  | Plaats     | Land | Score            | Land |
| ------------ | ------ | ---------- | ---- | ---------------- | ---- |
| Groepsfase   |        |            |      |                  |      |
| 29 juli      | Londen | Brazilië   | 3-0  | Tunesië          |      |
| 31 juli      | Londen | Brazilië   | 3-0  | Rusland          |      |
| 2 augustus   | Londen | Brazilië   | 1-3  | Verenigde Staten |      |
| 4 augustus   | Londen | Brazilië   | 3-2  | Servië           |      |
| 6 augustus   | Londen | Brazilië   | 3-0  | Duitsland        |      |
| Kwartfinale  |        |            |      |                  |      |
| 8 augustus   | Londen | Argentinië | 0-3  | Brazilië         |      |
| Halve finale |        |            |      |                  |      |
| 10 augustus  | Londen | Brazilië   | 3-0  | Italië           |      |
| Finale       |        |            |      |                  |      |
| 12 augustus  | Londen | Rusland    | 3-2  | Brazilië         |      |

| Olympiër | Onderdeel | Resultaat | Prestatie |
| --- | --------- | --------- | --- |
| Adenízia da Silva Paula Pequeno Danielle Lins Fabiana Marcelino Claudino Thaisa de Menezes Jaqueline de Carvalho Endres Fernanda Cristina Ferreira Tandara Alves Caixeta Natália Zílio Pereira Sheilla de Castro Fabiana de Oliveira Fernanda Garay | vrouwen   | Goud      | groep B: 1e W van Turkije: 3-2 (25-18, 23-25, 25-19, 25-27, 15-12) V van Verenigde Staten: 1-3 (18-25, 17-25, 25-22, 21-25) V van Zuid-Korea: 0-3 (23-25, 21-25, 21-25) W van China: 3-2 (25-16, 20-25, 18-25, 30-28, 15-10) W van Servië: 3-0 (25-10, 25-22, 25-16) kwartfinale: W van Rusland: 3-2 (24-26, 25-22, 19-25, 25-22, 21-19) halve finale: W van Japan: 3-0 (25-18, 25-15, 25-18) finale: W van Verenigde Staten: 3-1 (11-25, 25-17, 25-20, 25-17) |

| Groep B |                  |             |             |             |             |             |             |        |        |        |        |
| #       | Land             | Wedstrijden | Wedstrijden | Wedstrijden | Wedstrijden | Wedstrijden | Wedstrijden | Punten | Punten | Punten | Punten |
| #       | Land             | G           | W           | V           | SW          | SV          | SR          | SPW    | SPL    | Saldo  | Punten |
| 1       | Verenigde Staten | 5           | 5           | 0           | 15          | 2           | +13         | 426    | 345    | +81    | 15     |
| 2       | China            | 5           | 3           | 2           | 11          | 10          | +1          | 475    | 461    | +14    | 9      |
| 3       | Zuid-Korea       | 5           | 2           | 3           | 11          | 10          | +1          | 449    | 452    | -3     | 8      |
| 4       | Brazilië         | 5           | 3           | 2           | 10          | 10          | 0           | 447    | 420    | +27    | 7      |
| 5       | Turkije          | 5           | 2           | 3           | 9           | 11          | -2          | 434    | 443    | -9     | 6      |
| 6       | Servië           | 5           | 0           | 5           | 2           | 15          | -13         | 297    | 407    | -110   | 0      |

| Ronde        | Datum  | Plaats           | Land | Score            | Land |
| ------------ | ------ | ---------------- | ---- | ---------------- | ---- |
| Groepsfase   |        |                  |      |                  |      |
| 28 juli      | Londen | Brazilië         | 3-2  | Turkije          |      |
| 30 juli      | Londen | Verenigde Staten | 3-1  | Brazilië         |      |
| 1 augustus   | Londen | Brazilië         | 0-3  | Zuid-Korea       |      |
| 3 augustus   | Londen | Brazilië         | 3-2  | China            |      |
| 5 augustus   | Londen | Brazilië         | 3-0  | Servië           |      |
| Kwartfinale  |        |                  |      |                  |      |
| 7 augustus   | Londen | Rusland          | 2-3  | Brazilië         |      |
| Halve finale |        |                  |      |                  |      |
| 9 augustus   | Londen | Brazilië         | 3-0  | Japan            |      |
| Finale       |        |                  |      |                  |      |
| 11 augustus  | Londen | Brazilië         | 3-1  | Verenigde Staten |      |

### Wielersport
| Olympiër                 | Onderdeel        | Resultaat | Prestatie                                                        |
| BMX                      | BMX              | BMX       | BMX                                                              |
| ------------------------ | ---------------- | --------- | ---------------------------------------------------------------- |
| Renato Rezende           | BMX (m)          | 32e       | plaatsingsronde: 8e in 38,628 kwartfinale 1: 8e met 36 punten    |
| Squel Stein              | BMX (v)          | 16e       | plaatsingsronde: 15e met 42,995 halve finale 2: 8e met 28 punten |
| Mountainbike             |                  |           |                                                                  |
| Rubens Donizete          | mannen           | 24e       | 1:34.23                                                          |
| Weg                      |                  |           |                                                                  |
| Magno Nazaret            | tijdrit (m)      | 26e       | 55.50,77                                                         |
| Murilo Fischer           | wegwedstrijd (m) | 32e       | 5:46.37                                                          |
| Magno Nazaret            | wegwedstrijd (m) | DNF       | niet gefinisht                                                   |
| Gregolry Panizo          | wegwedstrijd (m) | DNF       | niet gefinisht                                                   |
|                          |                  |           |                                                                  |
| Clemilda Fernandes Silva | tijdrit (v)      | 18e       | 41.25,39                                                         |
| Clemilda Fernandes Silva | wegwedstrijd (v) | 23e       | 3:35.56                                                          |
| Janildes Fernandes       | wegwedstrijd (v) | DNF       | niet gefinisht                                                   |
| Fernanda da Silva        | wegwedstrijd (v) | 46e       | buiten tijd                                                      |

### Worstelen
| Olympiër    | Onderdeel   | Resultaat   | Prestatie                                             |
| Vrije stijl | Vrije stijl | Vrije stijl | Vrije stijl                                           |
| ----------- | ----------- | ----------- | ----------------------------------------------------- |
| Joice Silva | -55kg (v)   | 12e         | kwalificatie: vrij 1e ronde: V van RUS Zholobova: 0-3 |

### Zeilen
| Olympiër                        | Onderdeel        | Resultaat | Prestatie                                   |
| ------------------------------- | ---------------- | --------- | ------------------------------------------- |
| Ricardo Winicki                 | RS:X (m)         | 9e        | 113 punten: (14-9-14-21-14-22-4-10-5-18-10) |
| Bruno Fontes                    | laser (m)        | 13e       | 125 punten: (17-2-12-19-10-27-23-21-16-5)   |
| Jorge Zarif                     | finn (m)         | 20e       | 161 punten: (15-20-15-20-16-24-14-21-19-21) |
| Bruno Prada Robert Scheidt      | star (m)         | Brons     | 40 punten: (4-1-9-6-2-1-3-5-1-3-14)         |
|                                 |                  |           |                                             |
| Patrícia Freitas                | RS:X (v)         | 14e       | 102 punten: (13-13-16-12-13-17-16-19-2-8)   |
| Adriana Kostiw                  | laser radial (v) | 25e       | 126 punten: (11-15-27-31-25-17-42-26-30-34) |
| Ana Barbachan Fernanda Oliveira | 470 (v)          | 6e        | 75 punten: (11-5-14-1-6-10-10-9-5-4-14)     |

### Zwemmen
Mannen
| Olympiër                                                                                         | Onderdeel             | Resultaat | Prestatie                                                                  |
| ------------------------------------------------------------------------------------------------ | --------------------- | --------- | -------------------------------------------------------------------------- |
| César Cielo Filho                                                                                | 50m vrije slag (m)    | Brons     | serie 8: 1e in 21,80 halve finale 1: 1e in 21,54 finale: 3e in 21,59       |
| Bruno Fratus                                                                                     | 50m vrije slag (m)    | 4e        | serie 8: 2e in 21,82 halve finale 2: 1e in 21,63 finale: 4e in 21.61       |
| César Cielo Filho                                                                                | 100m vrije slag (m)   | 6e        | serie 6: 5e in 48,67 halve finale 1: 2e in 48,17 finale: 6e in 47,92       |
| Nicolas Oliveira                                                                                 | 100m vrije slag (m)   | 24e       | serie 7: 8e in 49,51                                                       |
| Daniel Orzechowski                                                                               | 100m rugslag (m)      | 28e       | serie 4: 8e in 55,16                                                       |
| Leonardo de Deus                                                                                 | 200m rugslag (m)      | 13e       | serie 4: 5e in 1.58,22 halve finale 1: 7e in 1.58,14                       |
| Felipe França                                                                                    | 100m schoolslag (m)   | 12e       | serie 5: 6e in 1.00,38 halve finale 2: 5e in 1.00,01                       |
| Felipe Lima                                                                                      | 100m schoolslag (m)   | 13e       | serie 6: 5e in 1.00,57 halve finale 1: 8e in 1.00,08                       |
| Henrique Barbosa                                                                                 | 200m schoolslag (m)   | 19e       | serie 4: 6e in 2.12,05                                                     |
| Tales Cerdeira                                                                                   | 200m schoolslag (m)   | 9e        | serie 4: 4e in 2.11,05 halve finale 1: 4e in 2.09,77                       |
| Kaio de Almeida                                                                                  | 100m vlinderslag (m)  | 27e       | serie 4: 8e in 53,14                                                       |
| Kaio de Almeida                                                                                  | 200m vlinderslag (m)  | 17e       | serie 4: 5e in 1.56,99                                                     |
| Leonardo de Deus                                                                                 | 200m vlinderslag (m)  | 21e       | serie 4: 7e in 1.58,03                                                     |
| Thiago Pereira                                                                                   | 200m wisselslag (m)   | 4e        | serie 5: 2e in 1.58,31 halve finale 2: 2e in 1.57,45 finale: 4e in 1.56,74 |
| Henrique Rodrigues                                                                               | 200m wisselslag (m)   | 12e       | series 5: 4e in 1.59,37 halve finale 1: 5e in 1.59,58                      |
| Thiago Pereira                                                                                   | 400m wisselslag (m)   | Zilver    | serie 3: 2e in 4.12,39 finale: 2e in 4.08,86 (NR)                          |
| César Cielo Filho Marcelo Chierighini João de Lucca Bruno Fratus Nicolas Oliveira Nicolas Santos | 4x100m vrije slag (m) | 9e        | serie 1: 4e in 3.16,14                                                     |
| César Celo Kaio de Almeida Felipe Lima Daniel Orzechowski Thiago Pereira Felipe França Silva     | 4x100m wisselslag (m) | 15e       | serie 1: 8e in 3.37,00                                                     |
|                                                                                                  |                       |           |                                                                            |
| Gracielle Hermann                                                                                | 50m vrije slag (v)    | 18e       | serie 8: 7e in 25,44                                                       |
| Daynara de Paula                                                                                 | 100m vrije slag (v)   | 19e       | serie 4: 3e in 55,94                                                       |
| Fabíola Molina                                                                                   | 100m rugslag (v)      | 24e       | serie 5: 7e in 1.01,40                                                     |
| Daynara de Paula                                                                                 | 100m vlinderslag (v)  | 33e       | serie 6: 8e in 1.00,14                                                     |
| Joanna Maranhão                                                                                  | 400m wisselslag (v)   | DNS       | serie 5: niet gestart                                                      |
| Joanna Maranhão                                                                                  | 200m vlinderslag (v)  | 26e       | serie 3: 8e in 2.13,17                                                     |
| Joanna Maranhão                                                                                  | 200m wisselslag (v)   | 15e       | serie 3: 7e in 2.14,26 halve finale 1: 8e in 2.14,74                       |
| Poliana Okimoto                                                                                  | 10km open water (v)   | DNF       | niet gefinisht                                                             |